# Клемент, Фёдор Дмитриевич
Фёдор Дмитриевич Клемент (12 июня 1903 или 1903, Санкт-Петербург — 28 июня 1973 или 1973, Тарту) — советский учёный, хозяйственный, государственный и политический деятель, Герой Социалистического Труда.

## Биография
Родился в 1903 году в Санкт-Петербурге. Окончил Нарвскую мужскую гимназию (1918) и Ленинградский университет (1934).
- 1919—1922 — учитель в школе деревни Щепец Гдовского уезда
- 1922—1929 — в системе народного образования и политобразования в Ленинграде
- 1931—1951 — научный сотрудник в Научно-исследовательском физическом институте ЛГУ
- 1941—1944 — в эвакуации в Елабуге
- 1944—1951 — доцент кафедры оптики ЛГУ
- 1951—1970 — профессор и ректор Тартуского университета
- 1954—1960 и с 1970 — заведующий сектором физики Института физики и астрономии Академии наук (АН) Эстонской ССР
- 1967—1970 — председатель комитета по науке и технике Эстонской ССР.

Указом Президиума Верховного Совета СССР от 13 марта 1969 года Ф. Д. Клементу присвоено звание Героя Социалистического Труда с вручением ордена Ленина и золотой медали «Серп и Молот».
Избирался депутатом Верховного Совета СССР 4-го, 5-го, 6-го созывов.
Умер в Тарту в 1973 году.